# Jósuke Jamahata

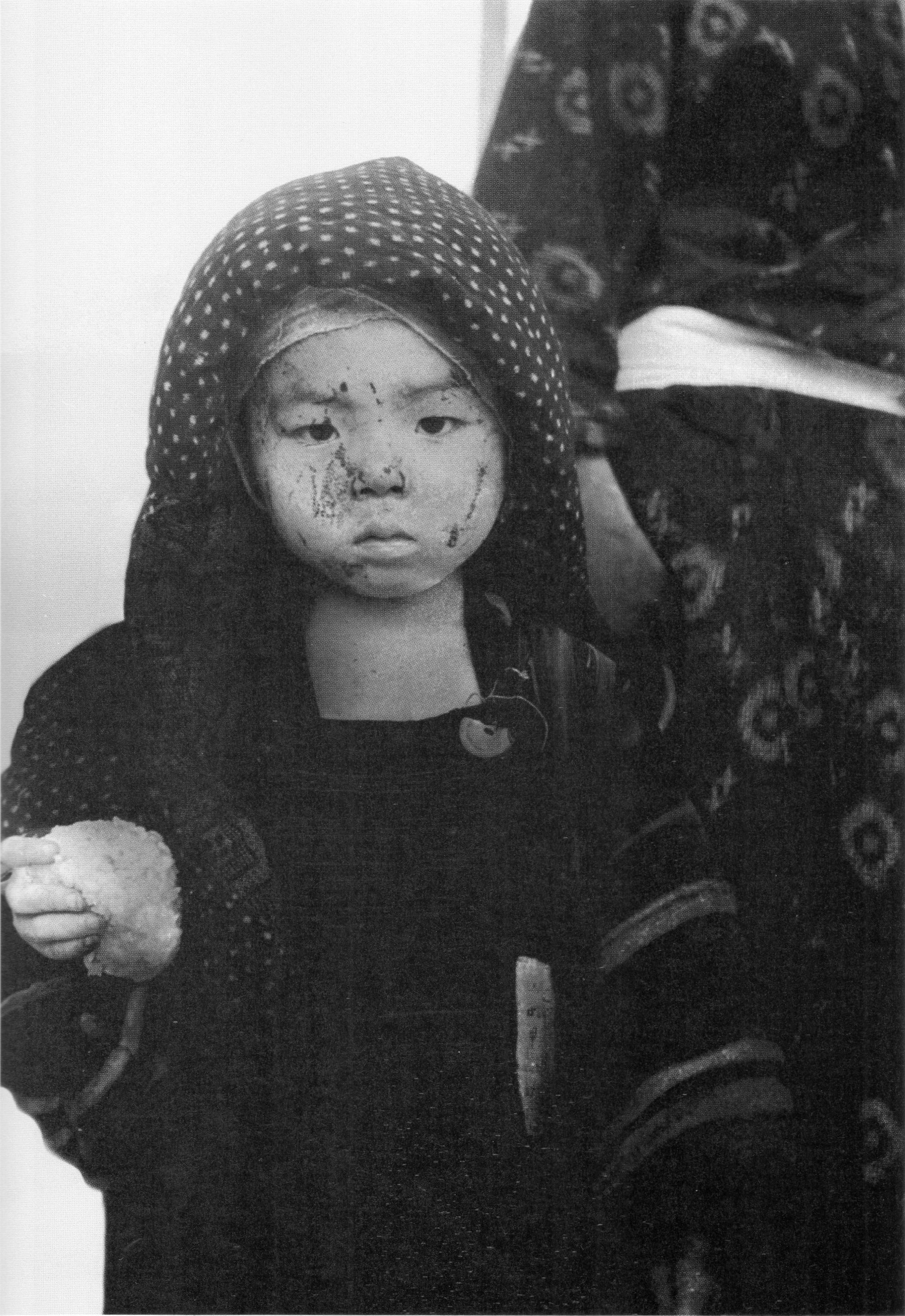
Chlapec drží rýžovou kouli, jedna z Jamahatových slavných fotografií, která byla v roce 1955 na výstavě Lidská rodina kurátora Edwarda Steichena, kterou vidělo 9 milionů návštěvníků po celém světě. Zmatený malý chlapec drží rýžovou kouli, s pořezaným obličejem od šrapnelů. Zvětšenina hlavy a trupu vzniklo ořezem negativu, který původně zobrazoval jeho matku, rovněž s poraněním obličeje, stojící vzadu na pozadí železničních kolejí.

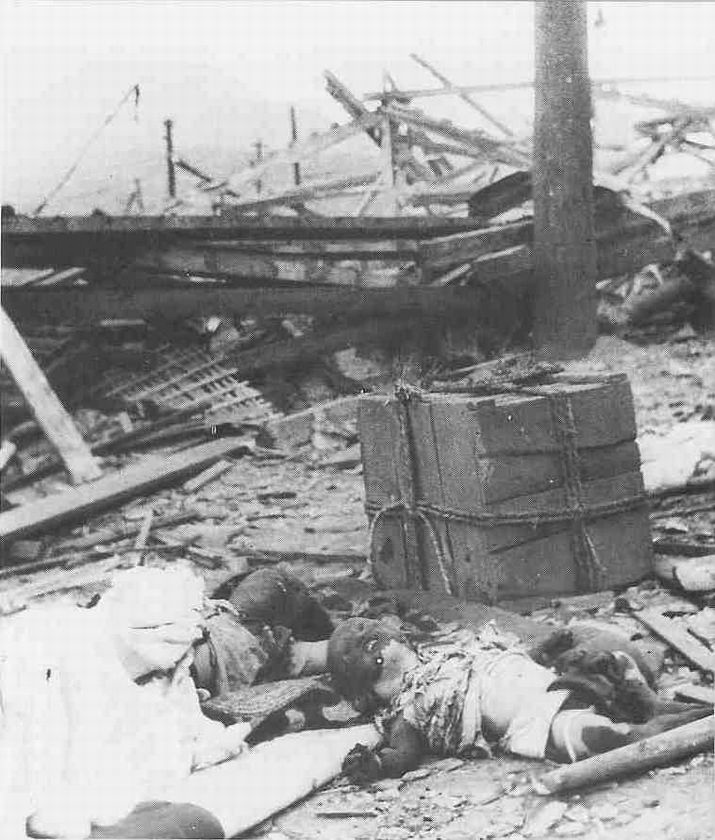
Mrtvoly matky a dítěte, které zemřely při atomovém bombardování, leží v prostorách stanice Urakami (Iwakawa-čo, asi 1 km od hypocentra), Nagasaki, den po atomovém bombardování

Jósuke Jamahata (山端 庸介, Jamahata Jósuke, 6. srpna 1917 – 18. dubna 1966) byl japonský fotograf známý díky fotografiím města Nagasaki pořízených den po bombardování.

## Životopis
Jamahata se narodil v Singapuru, kde měl jeho otec, Šógjoku Jamabata (山端祥玉) práci jako fotograf, který se vyučil řemeslo v Ósace a Tokiu  Jósukovo původní jméno je Jósuke Jamabata. V roce 1925 odešel do Tokia a nakonec začal studovat na tokijské Hosei University, ale v roce 1936 odešel a pracoval v G. T. Sun (ジーチーサン商会 , Jīchīsan Shōkai, aka Graphic Times Sun), což byla fotografická společnost provozovaná jeho otcem. (Jósuke se stal jejím prezidentem v roce 1947.) Od roku 1940 pracoval Jamahata jako vojenský fotograf v Číně a jinde v Asii. Do Japonska se vrátil v roce 1942.

## Fotografie bezprostředních následků bombardování v Nagasaki
Dne 10. srpna 1945, den po bombardování Nagasaki, začal Jamahata fotografovat zkázu a přitom stále pracoval jako vojenský fotograf. Během asi dvanácti hodin pořídil kolem stovky expozic; pozdě odpoledne pořídil poslední fotografie poblíž stanice první pomoci severně od města. Za jediný den dokončil jediný rozsáhlý fotografický záznam bezprostředních následků atomového bombardování Hirošimy nebo Nagasaki.

## Publikování
Jamahatovy fotografie se rychle objevily v Japonsku, například ve vydání Mainiči Šinbun z 21. srpna. Poté, co byly v roce 1952 zrušeny restrikce nejvyššího velitele spojeneckých sil (GHQ) na dokumenty účinků atomové bomby, jeho fotografie z Nagasaki se objevily ve vydání Life dne 29. září. Ve stejném roce se objevily v knize Kiroku-šašin: Genbaku no Nagasaki. Jeden snímek, který byl použit v Life, se také objevil v roce 1955 na výstavě a knize Lidská rodina, výstavě vytvořené pro Muzeum moderního umění od Edwarda Steichena, kterou vidělo 9 milionů návštěvníků po celém světě. Jeden z méně názorných, ale o to působivějších obrázků, znázorňoval zmateného malého chlapce, svírajícího rýžovou kouli, s pořezaným obličejem od šrapnelů. Zvětšenina hlavy a trupu vzniklo ořezem negativu, který původně zobrazoval jeho matku, rovněž s poraněním obličeje, stojící vzadu na pozadí železničních kolejí. Stejná výstava se následující rok konala v Japonsku, ale Yamahata vystavil zvětšenou fotografii ohořelé mrtvoly chlapce, která se lišila od té vystavené v New Yorku. Ippei Ito, Cutomu Watanabe, Masao Tanaka, Jónosuke Natori a další proti této akci společně protestovali. Jamahatova reakce však byla lhostejná.

## Nemoc a smrt
Jamahata vážně onemocněl v roce 1965, v den svých čtyřicátých osmých narozenin a dvacátého výročí bombardování Hirošimy. Byla mu diagnostikováno neléčitelné poslední stadium rakoviny dvanáctníku.
Jósuke Jamahata zemřel 18. dubna 1966, bylo mu 48 let. Je pohřben na hřbitově Tama v Tokiu.

## Odkaz Jamahatových fotografií
Restaurátorské práce byly provedeny na negativech Jamahaty po jeho smrti v roce 1995. Výstava fotografií „Nagasaki Journey“ putovala do San Francisca, New Yorku a Nagasaki na památku 50. výročí bombardování.
Jamahatovy fotografie Nagasaki zůstávají nejúplnějším záznamem atomového bombardování, jak město vypadalo bezprostředně po bombardování. The New York Times nazval jeho fotografie „jedny z nejsilnějších snímků, jaké byly kdy vytvořeny“.

## Galerie

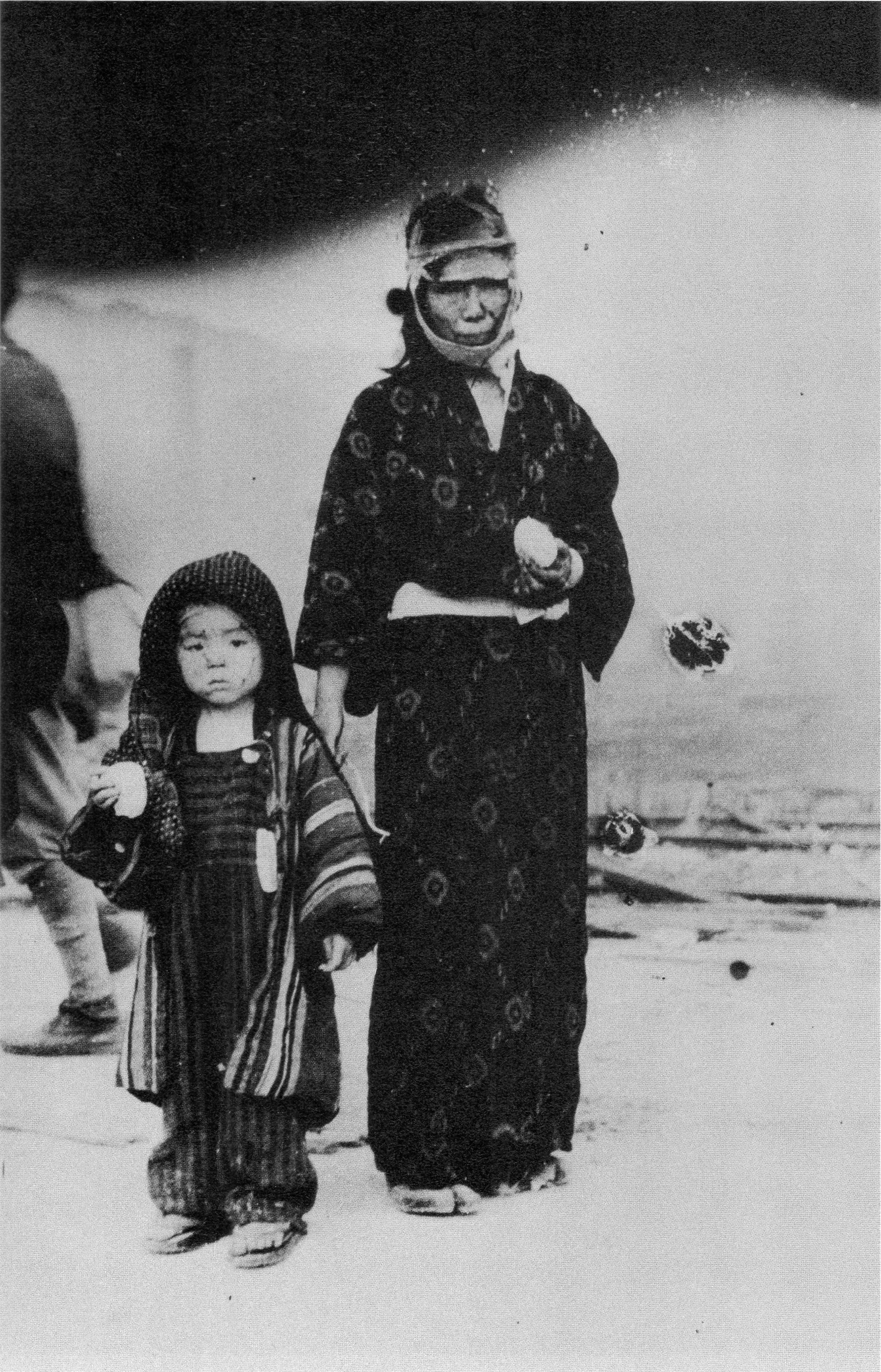
Matka a její dítě opouštějí stanici první pomoci po obdržení dávek
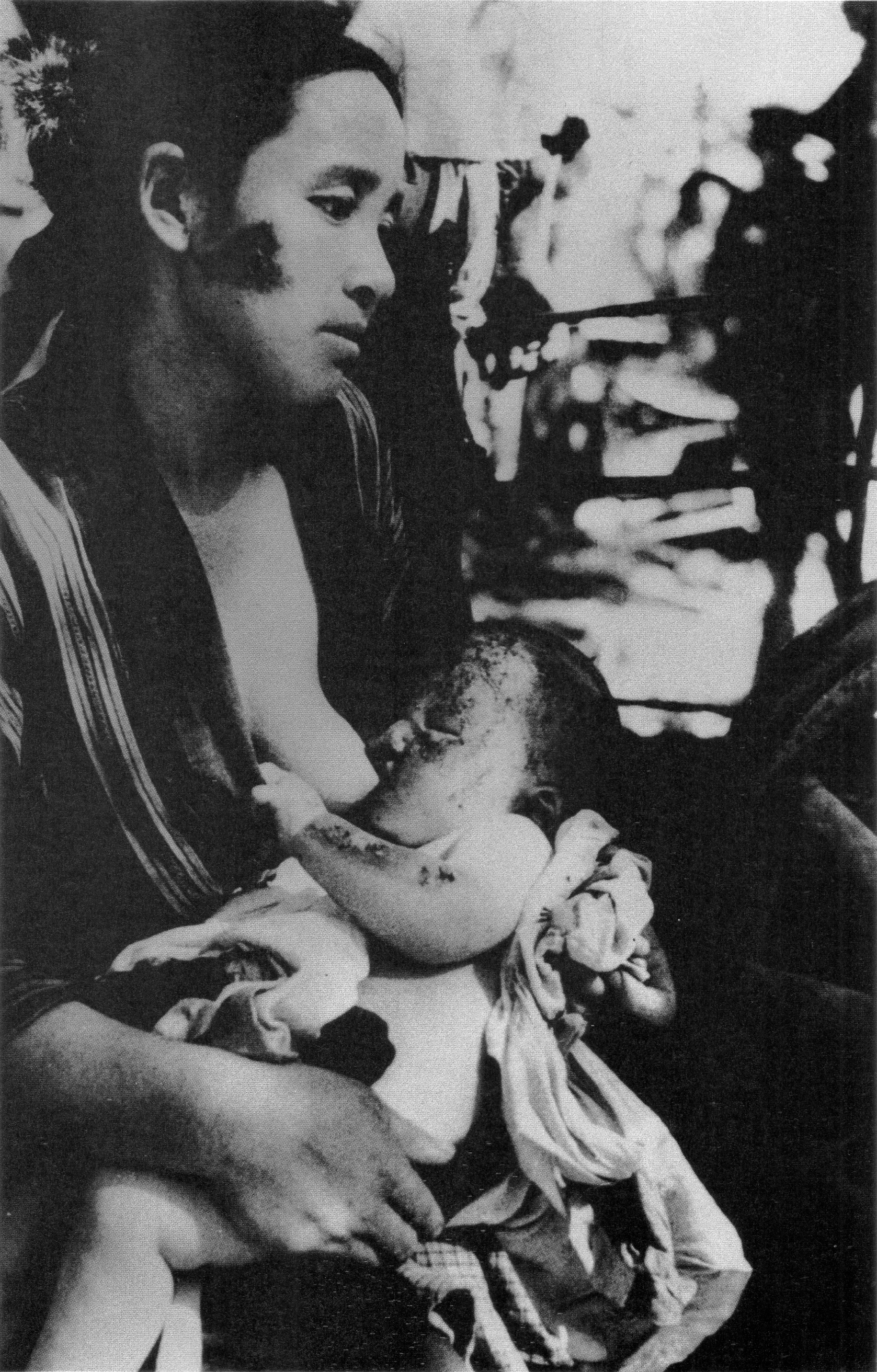
Matka a dítě čekající na ošetření před stanicí Mičino'o v Nagasaki
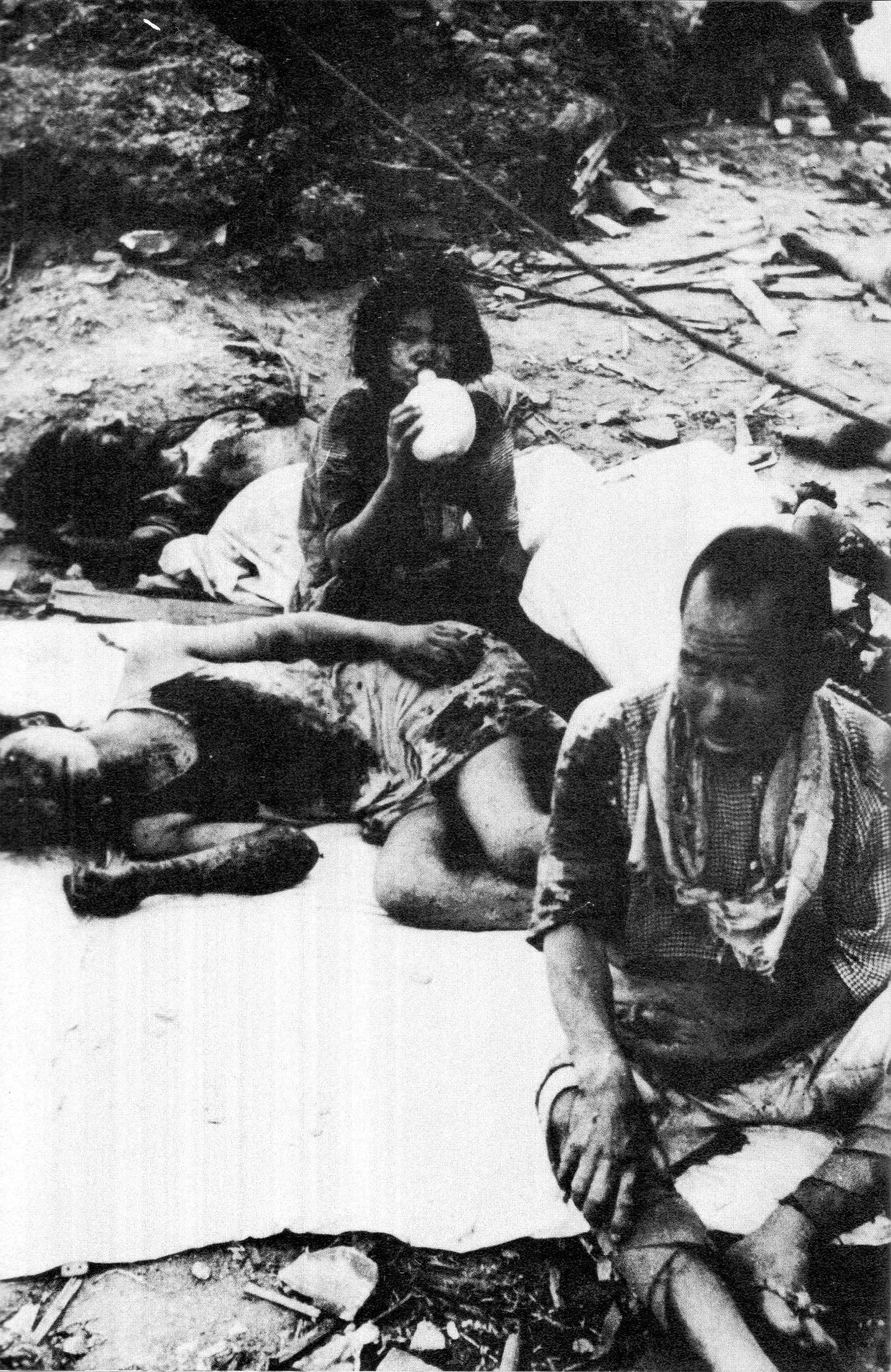
Oběti atomového bombardování
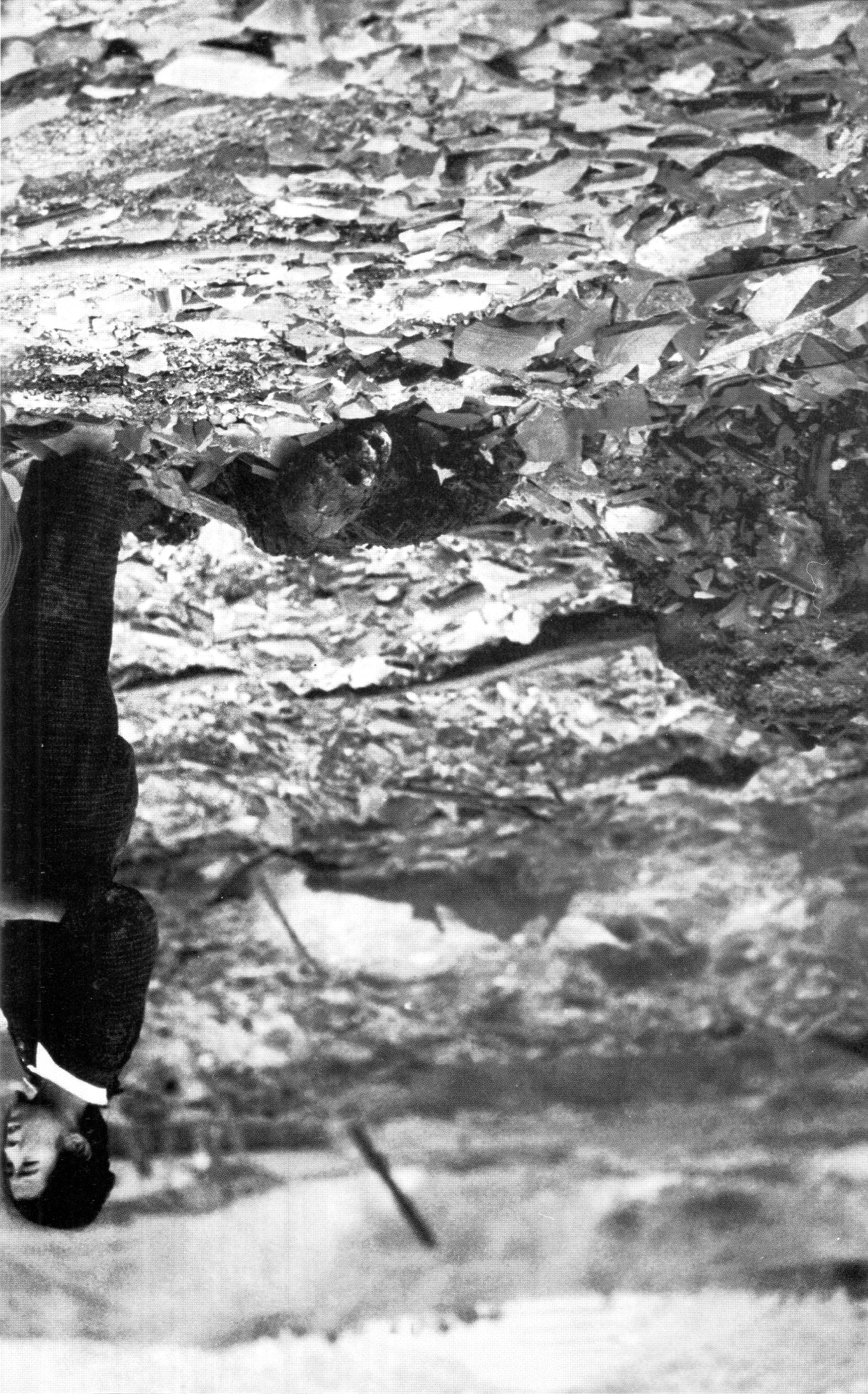
Ohořelé tělo a žena omráčená šokem
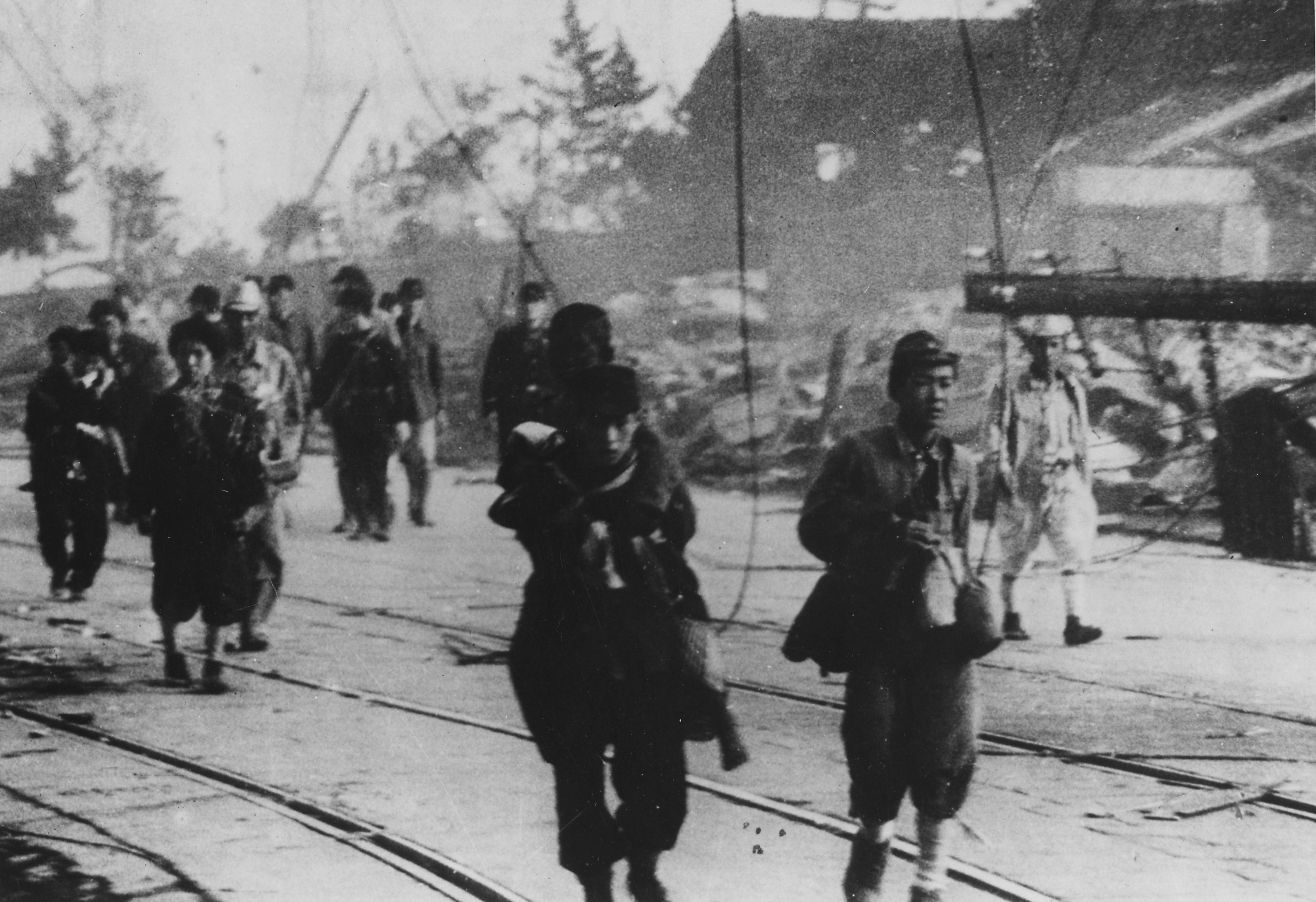
Lidé, kteří přežili bombardování se evakuují z hypocentra, Jačijo-čo, 2,5 km od hypocentra
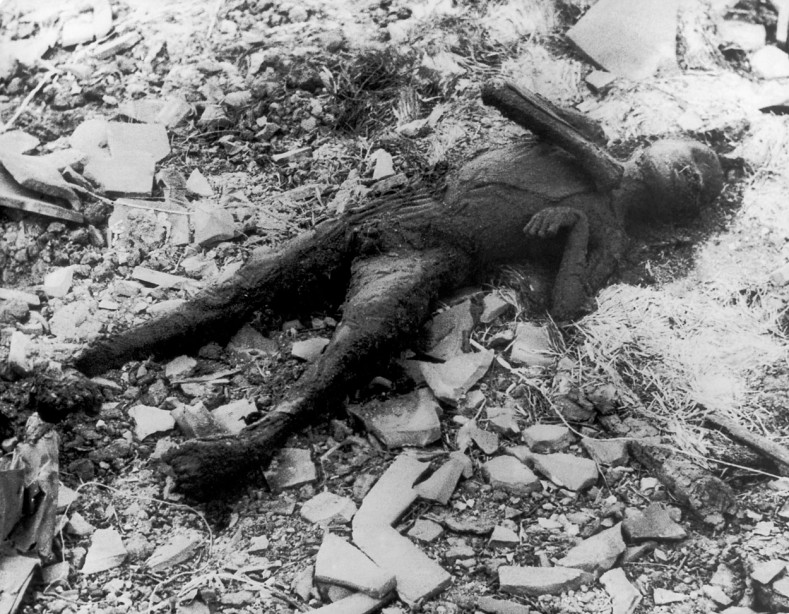
Částečně spálené dítě v Nagasaki
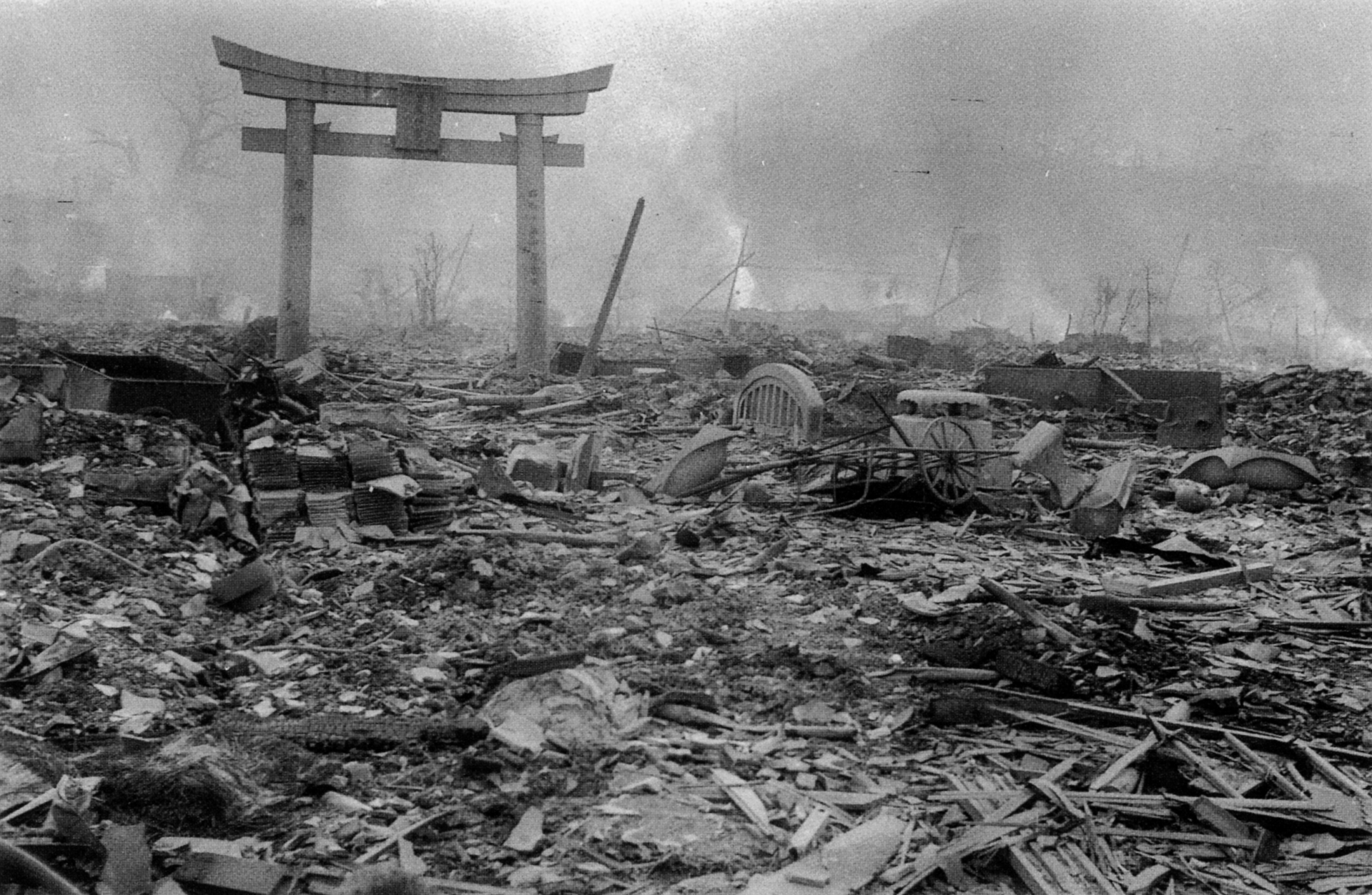
Zdevastovaná krajina poblíž vstupu ke svatyni Sanno v Iwakawačo, 10. srpna 1945

## Knihy s Jamahatovými snímky
- Kiroku-šašin: Genbaku no Nagasaki (記録の写真：原爆の長崎). Daiiči Šuppanša, 1952.
- Genbaku no Nagasaki (原爆の長崎). Tokio: Gakufú Šoin, 1959.
- Nagasaki Journey: The Photographs of Yosuke Yamahata 10. srpna 1945. San Francisco: Pomegranate, 1995.ISBN 0-87654-360-3.
- Nagasaki jomigaeru genbaku šašin (長崎よみがえる原爆写真). Tokio: NHK, 1995.ISBN 4-14-080231-6
- (japonsky) Jamahata Jósuke (山端庸介). Nihon no šašinka 23. Tokio: Iwanami, 1998.